# Чакский свистун
Чакский свистун (Leptodactylus chaquensis) — вид лягушек из семейства свистуновых.
Общая длина достигает 15—17 см. Наблюдается половой диморфизм — самец крупнее самки. Голова толстая, морда короткая. Глаза большие. Туловище массивное, крепкое. Кожа по бокам и немного на спине имеет небольшие бугорки. Конечности мощные с длинными пальцами. Окраска коричневая с различными оттенками. По хребту проходит желтоватая полоса. Брюхо обычно бежевого цвета.
Любит полупустыни, в то же время встречается в саванне, лугах, среди кустарников, у болот, небольших озёр и прудов. Встречается на высоте до 1000 метров над уровнем моря. Активен преимущественно в сумерках. Питается беспозвоночными, другими лягушками, мелкими пресмыкающимися.
Отличается относительно непрерывным циклом образования половых продуктов, что обусловлено средой обитания. Спаривание происходит в преддверии сезона дождей. Самка откладывает до 1000 яиц в ямку, которую самец вырывает в земле. С приходом дождей головастики оказываются в воде, где они проводят некоторое время.
Вид распространён в области Гран-Чако, а также в Уругвае.

## Фото

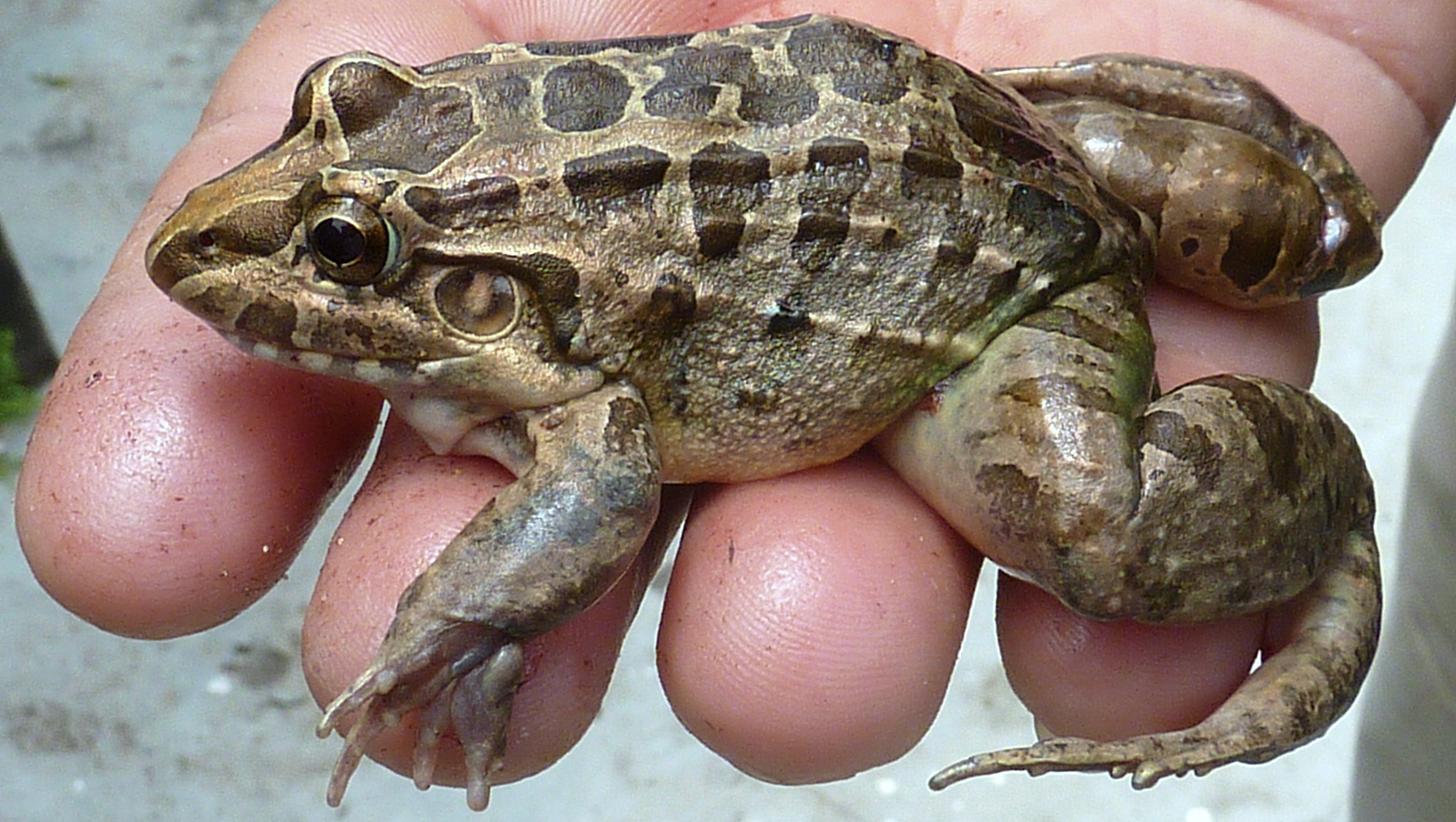
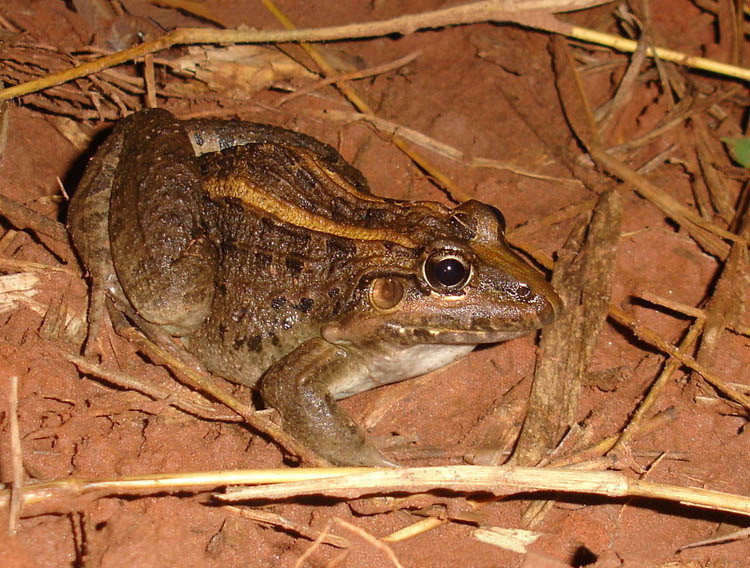